# Públio Cornélio Cipião (tribuno consular em 395 a.C.)
Públio Cornélio Cipião (em latim: Publius Cornelius Scipio) foi um político da gente Cornélia nos primeiros anos da República Romana, eleito tribuno consular por duas vezes, em 395 e 394 a.C.. É pai de Públio Cornélio Cipião, mestre da cavalaria em 350 a.C.. É também o primeiro a adotar a o cognome "Cipião" (em latim: Scipio), que significa "vara", pois, segundo a lenda, teria servido de "bengala" para o pai em sua velhice.

## Mestre da cavalaria em 396 a.C.?
Segundo Lívio, durante a ditadura de Marco Fúrio Camilo (396 a.C.), foi mestre da cavalaria (magister equitum) na vitoriosa conquista de Veios. Contudo, nos Fastos Capitolinos, é Públio Cornélio Maluginense quem teve esta honra. Esta vitória acaba definitivamente com o controle que os etruscos detinham do comércio de sal na foz do Tibre e integra o território de Veios ao de Roma.

## Primeiro tribunato consular (395 a.C.)
Públio Cornélio foi eleito em 395 a.C. com Públio Cornélio Maluginense Cosso, Cesão Fábio Ambusto, Marco Valério Latucino Máximo, Lúcio Fúrio Medulino e Quinto Servílio Fidenato.
Aos dois irmãos, Cornélio Maluginense e Cornélio Cipião, foi confiada a campanha contra os faliscos, que não chegou a resultado concreto algum, enquanto Valério Latucino e Quinto Servílio atacaram os capenatos, que, ao final, foram obrigados a buscar a paz com Roma.
Na cidade, seguia feroz a polêmica sobre a subdivisão do butim obtido com a captura de Veios no ano anterior, que se acendeu ainda mais depois da proposta do tribuno da plebe Veio Tito Sicínio, de transferir boa parte da população de Roma para Veios, combatida fortemente pelos senadores.

## Segundo tribunato consular (394 a.C.)
Em 394 a.C. foi eleito novamente com Marco Fúrio Camilo, Caio Emílio Mamercino, Lúcio Valério Publícola, Espúrio Postúmio Albino Regilense e Lúcio Fúrio Medulino (cônsul em 413 a.C.). A Fúrio Camilo foi encarregada a campanha contra os faliscos que acabou com a rendição de Falérios à Roma. Camilo aproveitou a oportunidade para desviar a atenção dos difíceis conflitos sociais que assolavam cidade focando a população num único conflito externo. Ele cercou Falérios e, depois de rejeitar como imoral a proposta de um professor local de entregar a maior parte das crianças locais aos romanos, os falérios ficaram muito agradecidos e juraram lealdade aos romanos<.
A Caio Emílio e Espúrio Postúmio foi encarregada a campanha contra os équos. Os dois tribunos, depois de haver derrotado os inimigos em uma batalha campal, decidiram que, enquanto Caio Emílio ficaria responsável por Verrugine, Postúmio seguiria saqueando o território dos équos. Mas os romanos, durante esta ação, foram surpreendidos e derrotados por um ataque dos équos. Apesar da derrota e do fato de muitos soldados da guarnição de Verrugine estarem refugiados em Túsculo temendo um novo ataque dos équos, Postúmio conseguiu reorganizar o exército e obteve vitória completa contra os équos.

## Anos seguintes
Depois disto, foi duas vezes interrex, a primeira em 391 a.C. e a segunda, em 389 a.C.